# نبرد بزورا
نبرد بزورا بزرگترین نبرد در طول نبرد لهستان بود که از ۹ تا ۱۹ سپتامبر ۱۹۳۹ میان ارتش آلمان نازی و نیروهای لهستانی درگرفت. این نبرد با ضدحمله نیروهای لهستانی علیه مواضع ارتش آلمان آغاز گشت اما ارتش آلمان توانست با تهاجم از جناحین نیروهای لهستانی را شکست داده و تمام غرب لهستان را اشغال نماید.
نبرد بزورا در غرب ورشو و نزدیک رود بزورا درگرفت. در ابتدا نبرد نیروهای لهستانی موفقیت‌هایی را کسب نمودند اما پس از حملات متراکم نازی‌ها متلاشی گشته و از میان رفتند. این نبرد به عنوان «بزرگ‌ترین ضد حمله ارتش لهستان در طول کارزار لهستان» و «خون‌بارترین و خشن‌ترین نبرد در تهاجم به لهستان» شناخته می‌گردد.

## پیش‌زمینه

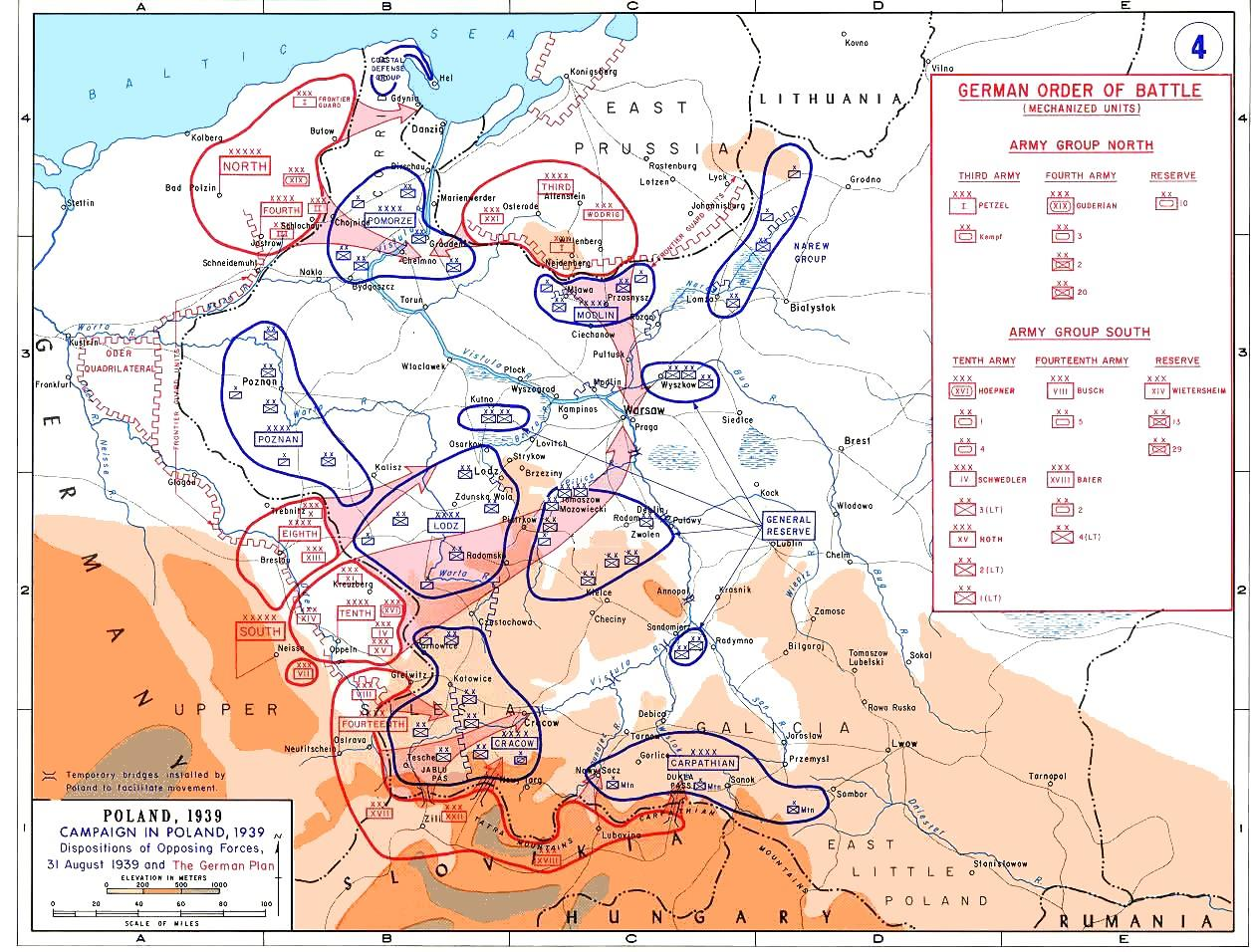
وضعیت نیروهای طرفین در روز آغازین حمله آلمان به لهستان

برنامه دفاعی لهستان در برابر تهاجم احتمالی آلمان که دفاع از مرزها نامیده می‌گشت بیشتر یک طرح سیاسی بود تا نظامی، لهستانی از این می‌هراسیدند که آلمانی‌ها به بازپس‌گیری نواحی واگذار شده به لهستان در پیمان ورسای اکتفا کرده و سپس با فرورفتن به لاک دفاعی تلاش کنند جنگ را به پایان ببرند. امید لهستانی‌ها در این طرح خطرناک وارد شدن بریتانیا و فرانسه از طریق جبهه دیگری در غرب بود که هیچگاه اتفاق نیفتاد.
همین طرح باعث شد تا دو سپاه لهستان از موقعیت‌های دفاعی اصلی خود و دیگر قوای لهستانی جدا بیفتند. در آغاز جنگ سپاه پومورزه که تحت فرماندهی وادیسواو بورتنوفسکی قرار داشت در کریدور لهستان از دو سمت مورد هجوم قرار گرفت و سپاه پوزنان تحت فرماندهی تادئوس کوت‌سبا به غربی‌ترین قسمت لهستان رانده شود.
در همان روزهای ابتدایی جنگ احمقانه بودن طرح دفاع مرزی مشخص گشت. سپاه پومورزه در نبرد جنگل توخولسکه شکست خورد و مجبور به عقب‌نشینی به سمت جنوب شرقی گشت. سپاه پوزنان نیز علی‌رغم اینکه با نیروهای اصلی آلمان روبرو نگشته بود اما به علت عقب‌نشینی سپاه ووچ در جنوب و سپاه پومورزه در شمال مجبور به عقب‌نشینی گشت. با عقب‌نشینی سپاه‌های مجاور ارتش پوزنان که در خطر محاصره قرار داشت در روز ۴ سپتامبر شهر پوزنان را بدون هیچگونه درگیری جدی تخلیه کرد و به سمت شرق عقب نشست. بالاخره در ۶ سپتامبر سپاه پومورزه و سپاه پوزنان به یکدیگر رسیدند تا قوی‌ترین نیروی عملیاتی لهستان را تشکیل دهند. در این مرحله ژنرال بورتنوفسکی فرماندهی ژنرال کوت‌سبا را پذیرفت.
در ۷ سپتامبر نیروهای لهستانی متوجه شدند که آلمانی‌ها در حال حرکت به سمت ونچتسا تا با تصرف آن مسیر عقب‌نشینی نیروهای لهستانی را مسدود کنند. در ۸ سپتامبر هم نیروهای آلمانی به پایتخت رسیدند و محاصره ورشو آغاز گشت. در همان زمان فرماندهی ارتش آلمان که تماس با سپاه پوزنان را از دست داده بود و از ادغام دو سپاه بی اطلاع بود خیال می‌کرد سپاه پوزنان برای دفاع از ورشو با راه‌آهن به این شهر منتقل شده‌است و سپاه پومورزه را پس از نبرد جنگل توخولسکه تهدید قابل توجهی در نظر نمی‌گرفت. در ۸ سپتامبر آلمانی‌ها مطمئن از اینکه هرگونه نیروی مخاصمی را در غرب رود ویستولا از میان برده‌اند آماده عبور از رود و تهاجم به سمت دیگر آن گشتند.

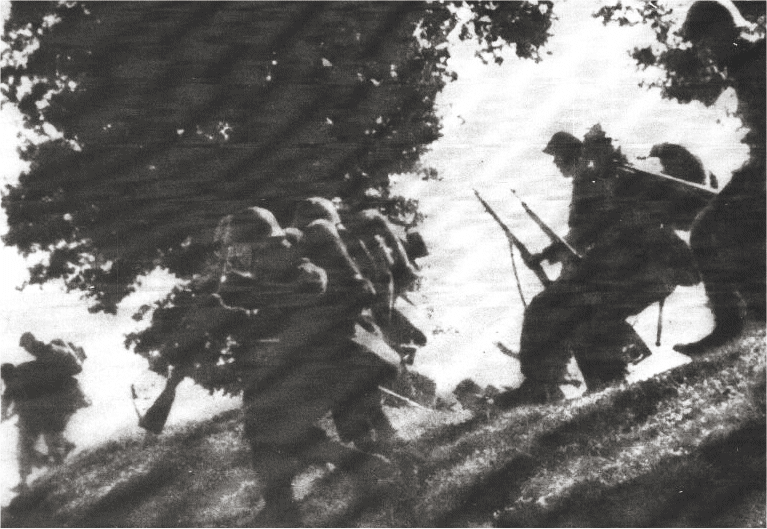
سربازان پیاده‌نظام لهستانی در حال حمله.

ژنرال کوت‌سبا و افسران ستادش حتی پیش از آغاز جنگ احتمال می‌دادند که سپاه‌های همسایه آن‌ها متحمل مسیر اصلی تهاجم آلمان خواهند گشت و از همین رو طرحی را جهت تهاجم به جنوب جهت کاهش فشار از سپاه ووچ طراحی کرده بودند اما این طرح در هفته ابتدایی جنگ توسط رئیس ستاد ارتش لهستان مارشال ادوارد ریدز-اشمیگوی رد گشت. در ۸ سپتامبر ژنرال کوت‌سبا ارتباط خود را با مارشال ریدز-اشمیگوی که مرکز فرماندهی را از ورشو به برست منتقل کرده بود از دست داد و در این موقعیت تصمیم گرفت برنامه خود را عملی نماید. در این مرحله وضعیت نیروهای او وخیم بود و تا محاصره آنان چیزی نمانده بود. ارتش هشتم حاشیه جنوبی رود بزورا و ارتش چهارم آلمان حاشیه شمالی رود ویستولا از ووتس‌واوک تا ویشوگرود را تصرف کرده بودند و نیروهایشان از سمت اینوروتسواف و با گذشتن از رود ویستولا از سمت پوتسک به نیروهای لهستانی حمله می‌کردند.

## نبرد
نبرد بزورا را می‌توان به سه مرحله تقسیم نمود:
- مرحله اول (۹ تا ۱۲ سپتامبر): تهاجم نیروهای لهستانی به جناح سپاه ۱۰ آلمان از سمت استرکوف.
- مرحله دوم (۱۳ تا ۱۵ سپتامبر): تهاجم لهستانی‌ها از سمت وویچ.
- مرحله سوم (۱۶ تا ۱۹ سپتامبر): ضد حمله نیروهای آلمانی و شکست نهایی لهستانی‌ها. باقی مانده نیروهای لهستانی به سمت ورشو و مودلین عقب نشستند.

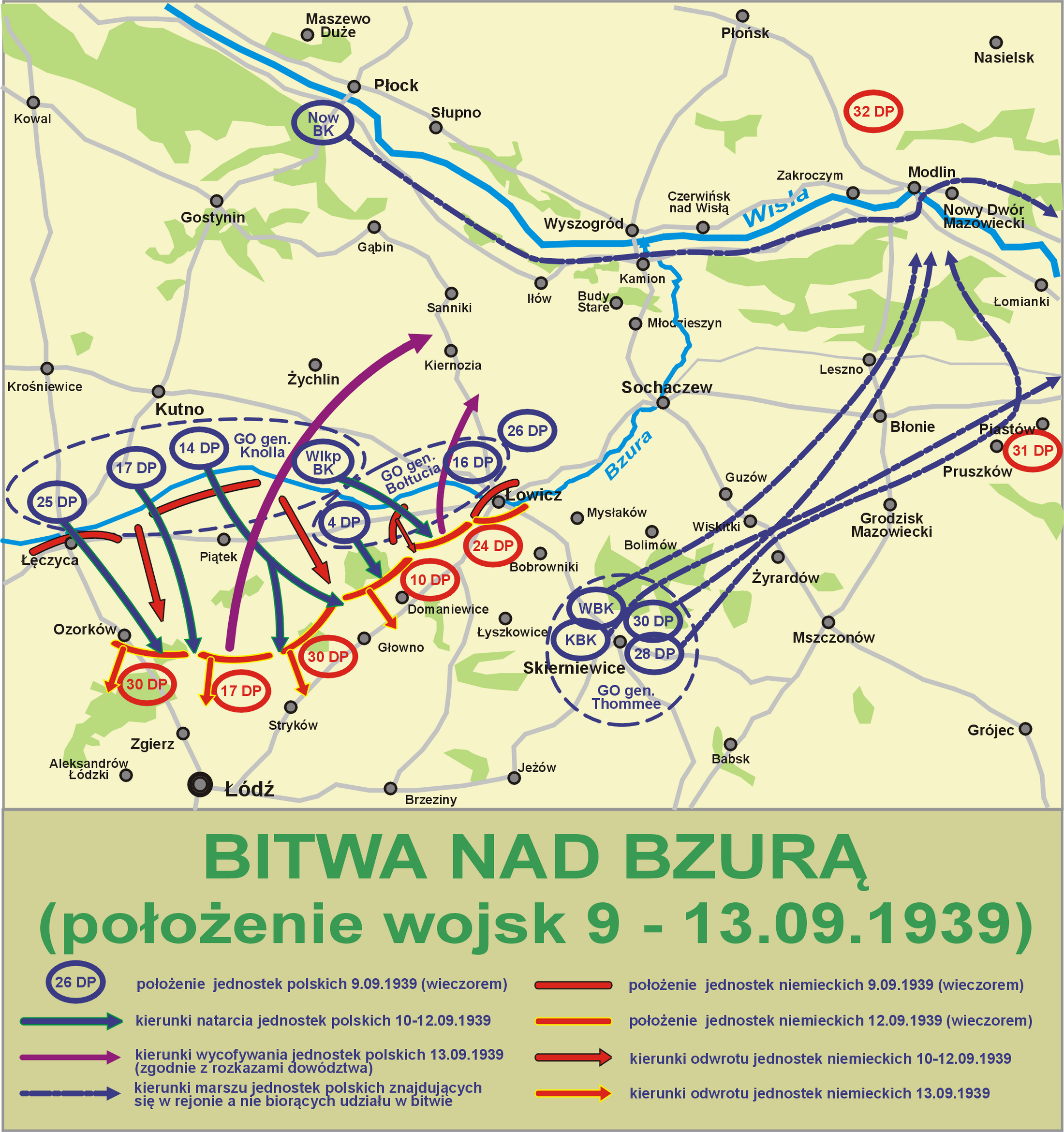
نقشه مرحله اول نبرد

در شب ۹ سپتامبر سپاه پوزنان تهاجمی را از جنوب رود بزورا علیه سپاه ۱۰ ارتش آلمان که در حال پیشروی به سمت استرکوف از میان وویچ و ونچتسا آغاز نمود. ژنرال کوت‌سبا که فرماندهی نیروهای لهستانی را در دست داشت متوجه شد که در سمت شمال ارتش هشتم که نیروهای آلمانی به سمت ورشو پیشروی می‌نمودند دفاع آن‌ها ضعیف است و تنها یک لشکر پیاده‌نظام آلمانی وظیفه حافظت از خطی ۳۰ کیلومتری را بر عهده دارد. فشار اصلی نیروهای لهستانی را نیروهای تحت امر ژنرال ادموند نول کوناسکی به عهده داشتند که متشکل از لشکرهای ۱۴، ۱۷، ۲۵ و ۲۶ پیاده‌نظام بودند. جناح راست حمله در اطراف وینچیتسه را تیپ سواره‌نظام پودولسکلا به فرماندهی لئون اشترلتسکی و جناح چپ که از سمت وویچ به سوی گوونو پیشروی می‌نمودند را تیپ سواره نظام ویلکوپولسکا به فرماندهی رومان آبراهام بر عهده داشتند. این تیپ‌های سواره نظام که توسط تانک‌های شناسایی از نوع تی‌کی‌اس و تی‌کی-۳ حمایت می‌شدند توانستند تلفات قابل توجهی را به نیروهای آلمانی وارد نمایند. ۱۵۰۰ سرباز آلمانی کشته یا زخمی و ۳۰۰۰ نفر دیگر اسیر گشتند. در شب اول نبرد نیروهای آلمانی تقریباً ۲۰ کیلومتر عقب رانده شده و نواحی مانند ونچتسا و پیان‌تک آزاد گشتند.

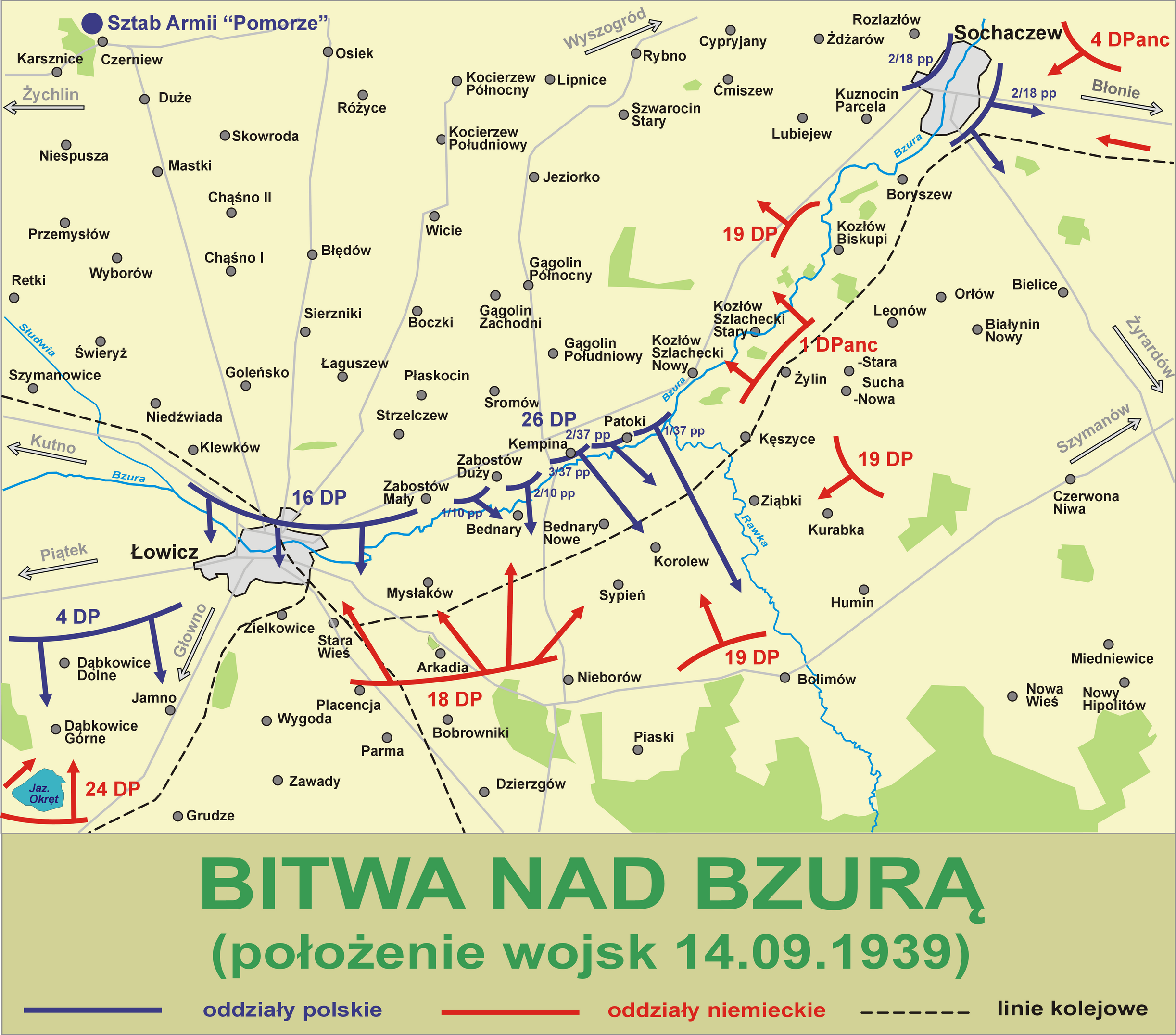
نقشه مرحله دوم نبرد

نیروهای آلمانی که در ابتدا این تهاجم را دست کم گرفته بودند از روز ۱۱ سپتامبر بخش اصلی نیروهای دهم، چهاردهم و ذخیره‌های گروه ارتش جنوب را به همراه ناوگان چهارم هوایی به سمت بزورا حرکت دادند. این نیروها شامل ارتش یکم زرهی، ارتش چهارم زرهی و واحد اس‌اس تازه تأسیس لایب‌اشتاندارت هیتلر بود. برتری هوایی آلمانی‌ها نقش بسیار مهمی در این مرحله داشت زیرا در طول روز هرگونه حرکت برای نیروهای لهستانی را بسیار هزینه‌بر می‌ساخت. روز بعد ژنرال کورت‌سبا آگاه گشت که واحدهای سپاه ووچ در حال عقب‌نشینی به سمت دژ مودلین هستند و از همین رو به جای تلاش جهت شکستن خطوط آلمانی‌ها در سوخاچو و جنگل کامپینوسکا برای رسیدن به ورشو، دستور توقف حمله را صادر کرد.

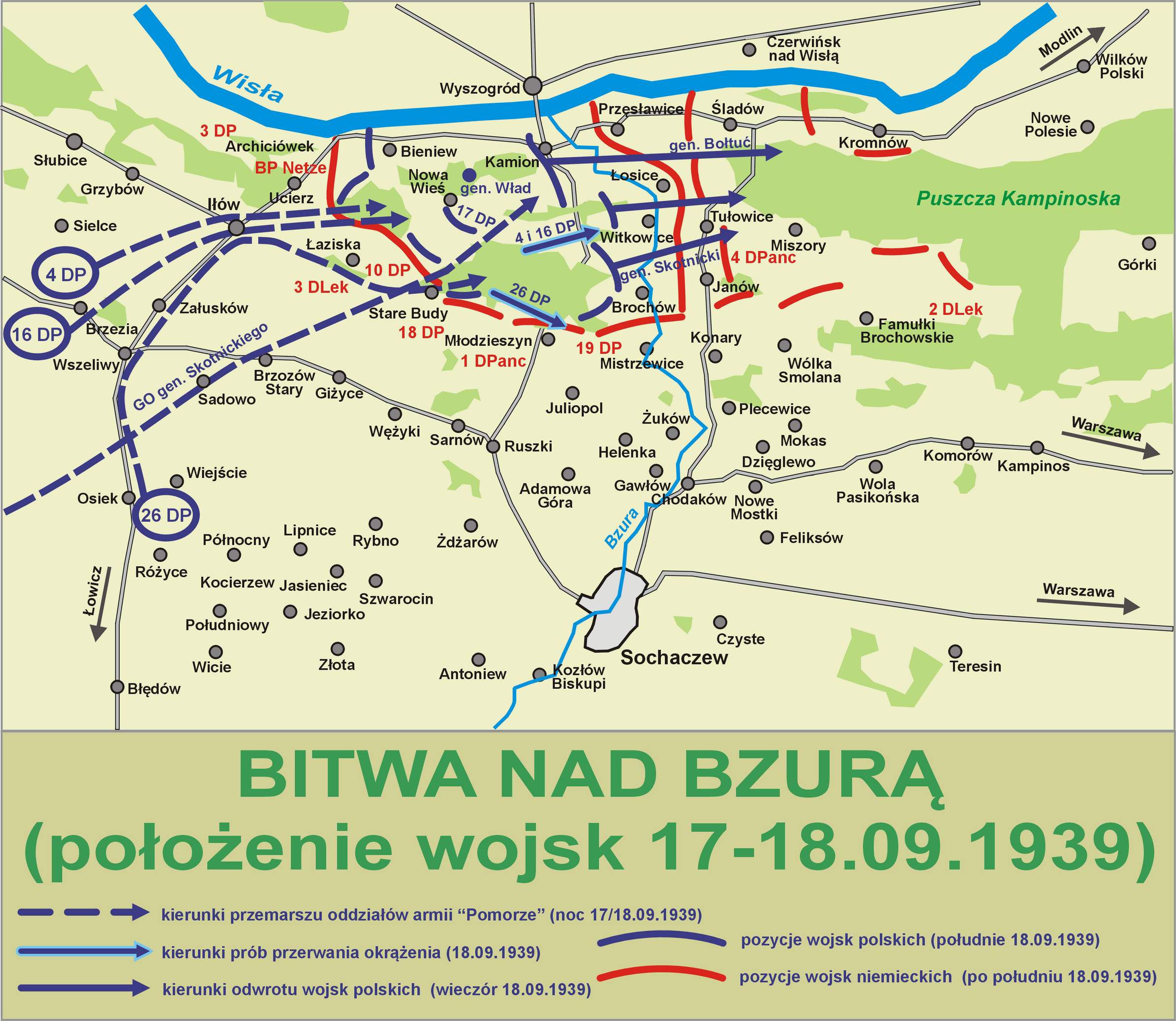
نقشه مرحله سوم نبرد

در روز ۱۴ سپتامبر لشکر ۱۶ و ۲۶ پیاده‌نظام که تحت امر ژنرال بورتنوفسکی از رود بزورا عبور کرده و به وویچ رسیدند، حتی واحدهایی از لشکر ۴ پیاده‌نظام لهستان توانستند به جاده بین وویچ و گوونو برسند. در این هنگام اما با رسیدن خبر عقب‌نشینی لشکر ۵ زرهی آلمان از حاشیه ورشو به سمت نیروهای بورتنوفسکی، او به واحدهای تحت امرش دستور عقب‌نشینی داد.
در روز ۱۵ و ۱۶ سپتامبر نیروهای لهستانی وارد لاک دفاعی گشته و آلمانی‌ها جهت محاصره و نابودی نیروهای لهستانی عمده توان سپاه ۱۰ خود که شامل دو لشکر زرهی، یک لشکر مکانیزه، سه لشکر سبک و در مجموع ۸۰۰ تانک بود را به کار گرفتند. در برابر این هجم عظیم از نیروهای آلمانی که حمایت کامل هوایی ر ا نیز داشتند به زودی نیروهای لهستانی در مثلثی از رود بزورا، ویستولا و نیروهای در حال پیشروی آلمان گیر افتادند. لهستانی‌ها سعی کردند تا با عبور از رود بتوانند خود را به ورشو برسانند و به همین دلیل مجبور شدند عمده تجهیزات سنگین خود را رها کنند.

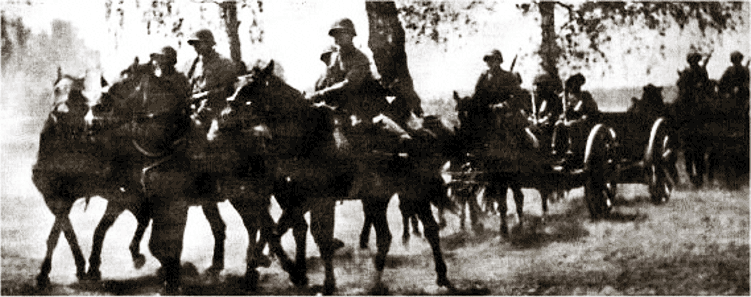
سواره نظام لهستانی در نبرد بزورا.

در شب ۱۷ سپتامبر سپاه پوزنان تلاش نمود تا بتواند محاصره را بشکند و راه خروج نیروهای محاصره شده را فراهم آورد اما از صبح نیروهای آلمانی با حمایت کامل توپخانه و بیش از ۳۰۰ هواپیما تهاجم اصلی خود را آغاز کردند و نیروهای لهستانی پس از دو روز نبرد سنگین با اتمام مهماتشان دیگر توانی برای شکستن خط محاصره نداشتند.

## نتایج نبرد
"سربازان من در یکی از خونبارترین و سهمگین‌ترین نبرد تمام دوران‌ها جنگیدند."— یوهانس بلاسکوویتس
واحدهای بسیار کمی توانستند خود را از محاصره نجات دهند و ضمن عبور از جنگل کامپینوسکا و نبرد ووکلا ونگلووا طی روزهای ۱۹ تا ۲۰ سپتامبر خود را به ورشو و مودلین برسانند. نیروهای لهستانی که در محاصره باقی مانده بودند و تحت فرماندهی ژنرال بورتنوفسکی قرار داشتند نهایتاً طی روزهای ۱۸ تا ۲۲ سپتامبر تسلیم گشتند. تلفات نیروهای لهستانی ۲۰٬۰۰۰ نفر بود که سه نفر آن‌ها ژنرال بودند. (فرانچیسک وواد، استانیسواو گژموت اسکوتنیسکی و میکولای بولتوچ) تلفات نیروهای آلمانی نیز ۸٬۰۰۰ نفر بود.

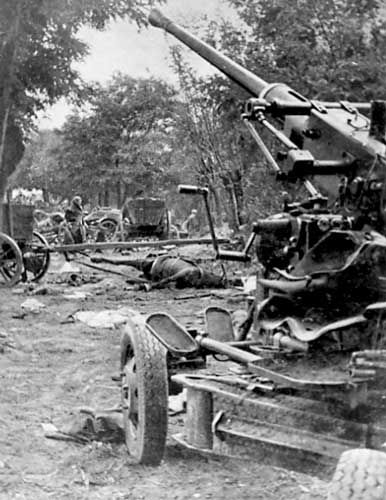
یک ستون نیروهای لهستانی که توسط هواپیماهای آلمانی بمباران شده‌است. (توپ ضدهوایی بوفورز در جلو تصویر نمایان است)

این نبرد توانست پیشروی نیروهای آلمانی به سمت ورشو را به تعویق انداخته و به مدافعان شهر فرصت بیشتری برای آمادگی بدهد. نبرد بزورا اهمیت داشتن ابتکار در صحنه نبرد را آشکار کرد و ثابت کرد واحدهای سواره نظام هنوز عاملی مهم در میدان‌های نبرد هستند. از سوی دیگر هم نشان داده شد برتری هوایی و نفرات بیشتر چگونه می‌تواند باعث پیروزی یکی از طرفین گردد.